# Teghut (Lorri)
Teghut – wieś w Armenii, w prowincji Lorri. W 2011 roku liczyła 684 mieszkańców.